# Liste der Nummer-eins-Hits in Australien (2017)
Dies ist eine Liste der Nummer-eins-Hits in Australien im Jahr 2017. Es liegen die offiziellen Top-50-Single- und Albumcharts der Australian Recording Industry Association (ARIA) zugrunde. Sie basieren auf den Verkäufen von Songs und Alben in Australien sowie bei den Singlecharts auch auf den Aufrufen der Lieder bei Musikstreaming-Anbietern.

## Singles
| ← 2016 ← | Liste der Nummer-eins-Hits in Australien | Liste der Nummer-eins-Hits in Australien                            | Liste der Nummer-eins-Hits in Australien | 2018 →                    |
| \| Zeitraum \| Wo. ges. \| Interpret \| Titel Autor(en) \| Zusätzliche Informationen \| \| (Zeitraum, Wochen auf Platz eins, Interpret, Titel, Autor[en], zusätzliche Informationen) \| \| \| \| \| \| ----------------------------------------------------------------------------------------- \| -------- \| ------------------------------------------------------------------- \| ---------------------------------------------------------------------------------------------------------------------------------------------------- \| ------------------------- \| \| 5. Dezember 2016 – 15. Januar 2017 6 Wochen \| 6 \| Clean Bandit feat. Sean Paul & Anne-Marie \| Rockabye Jack Patterson, Steve McCutcheon, Ammar Malik, Ina Wroldsen, Sean Paul Henriques \| – \| \| 16. Januar 2017 – 16. April 2017 13 Wochen (insgesamt 15) \| 15 \| Ed Sheeran \| Shape of You Ed Sheeran, Steve Mac, Johnny McDaid, Kandi Burruss, Tameka Cottle, Kevin Briggs \| – \| \| 17. April 2017 – 23. April 2017 1 Woche \| 1 \| Harry Styles \| Sign of the Times Harry Styles, Jeff Bhasker, Mitch Rowland, Ryan Nasci, Alex Salibian, Tyler Johnson \| – \| \| 24. April 2017 – 7. Mai 2017 2 Wochen (insgesamt 15) \| 15 \| Ed Sheeran \| Shape of You Ed Sheeran, Steve Mac, Johnny McDaid, Kandi Burruss, Tameka Cottle, Kevin Briggs \| – \| \| 8. Mai 2017 – 21. Mai 2017 2 Wochen \| 2 \| DJ Khaled feat. Justin Bieber, Quavo, Chance the Rapper & Lil Wayne \| I’m the One Khaled Khaled, Jason Boyd, Justin Bieber, Quavious Marshall, Robert Brackins III, Chancelor Bennett, Dwayne Carter Jr., Nicholas Balding \| – \| \| 22. Mai 2017 – 20. August 2017 13 Wochen \| 13 \| Luis Fonsi & Daddy Yankee feat. Justin Bieber \| Despacito (Remix) Luis Rodríguez, Erika Ender, Ramón Ayala, Justin Bieber, Jason Boyd, Marty James \| – \| \| 21. August 2017 – 3. September 2017 2 Wochen \| 2 \| Pink \| What About Us? Pink, Steve Mac, Johnny McDaid \| – \| \| 4. September 2017 – 17. September 2017 2 Wochen \| 2 \| Taylor Swift \| Look What You Made Me Do Taylor Swift, Jack Antonoff, Fred Fairbrass, Richard Fairbrass, Rob Manzoli \| – \| \| 18. September 2017 – 1. Oktober 2017 2 Wochen \| 2 \| Sam Smith \| Too Good at Goodbyes James Napier, Tor Hermansen, Mikkel Eriksen, Sam Smith \| – \| \| 2. Oktober 2017 – 19. November 2017 7 Wochen \| 7 \| Post Malone feat. 21 Savage \| Rockstar Austin Post, Shayaa Abraham-Joseph, Louis Bell, Olufunmibi Awoshiley \| – \| \| 20. November 2017 – 10. Dezember 2017 3 Wochen \| 3 \| Camila Cabello feat. Young Thug \| Havana Camila Cabello, Brittany Hazzard, Ali Tamposi, Brian Lee, Andrew Watt, Pharrell Williams, Jeffery Lamar Williams, Adam Feeney, Louis Bell \| – \| \| 11. Dezember 2017 – 4. Februar 2018 8 Wochen \| 8 \| Ed Sheeran \| Perfect Ed Sheeran \| – \| |                                          |                                                                     | |                           |
| ← 2016 |                                          |                                                                     | | → 2018 →                  |
| Zeitraum | Wo. ges.                                 | Interpret                                                           | Titel Autor(en) | Zusätzliche Informationen |
| (Zeitraum, Wochen auf Platz eins, Interpret, Titel, Autor[en], zusätzliche Informationen) |                                          |                                                                     | |                           |
| 5. Dezember 2016 – 15. Januar 2017 6 Wochen | 6                                        | Clean Bandit feat. Sean Paul & Anne-Marie                           | Rockabye Jack Patterson, Steve McCutcheon, Ammar Malik, Ina Wroldsen, Sean Paul Henriques                                                            | –                         |
| 16. Januar 2017 – 16. April 2017 13 Wochen (insgesamt 15) | 15                                       | Ed Sheeran                                                          | Shape of You Ed Sheeran, Steve Mac, Johnny McDaid, Kandi Burruss, Tameka Cottle, Kevin Briggs                                                        | –                         |
| 17. April 2017 – 23. April 2017 1 Woche | 1                                        | Harry Styles                                                        | Sign of the Times Harry Styles, Jeff Bhasker, Mitch Rowland, Ryan Nasci, Alex Salibian, Tyler Johnson                                                | –                         |
| 24. April 2017 – 7. Mai 2017 2 Wochen (insgesamt 15) | 15                                       | Ed Sheeran                                                          | Shape of You Ed Sheeran, Steve Mac, Johnny McDaid, Kandi Burruss, Tameka Cottle, Kevin Briggs                                                        | –                         |
| 8. Mai 2017 – 21. Mai 2017 2 Wochen | 2                                        | DJ Khaled feat. Justin Bieber, Quavo, Chance the Rapper & Lil Wayne | I’m the One Khaled Khaled, Jason Boyd, Justin Bieber, Quavious Marshall, Robert Brackins III, Chancelor Bennett, Dwayne Carter Jr., Nicholas Balding | –                         |
| 22. Mai 2017 – 20. August 2017 13 Wochen | 13                                       | Luis Fonsi & Daddy Yankee feat. Justin Bieber                       | Despacito (Remix) Luis Rodríguez, Erika Ender, Ramón Ayala, Justin Bieber, Jason Boyd, Marty James                                                   | –                         |
| 21. August 2017 – 3. September 2017 2 Wochen | 2                                        | Pink                                                                | What About Us? Pink, Steve Mac, Johnny McDaid | –                         |
| 4. September 2017 – 17. September 2017 2 Wochen | 2                                        | Taylor Swift                                                        | Look What You Made Me Do Taylor Swift, Jack Antonoff, Fred Fairbrass, Richard Fairbrass, Rob Manzoli                                                 | –                         |
| 18. September 2017 – 1. Oktober 2017 2 Wochen | 2                                        | Sam Smith                                                           | Too Good at Goodbyes James Napier, Tor Hermansen, Mikkel Eriksen, Sam Smith                                                                          | –                         |
| 2. Oktober 2017 – 19. November 2017 7 Wochen | 7                                        | Post Malone feat. 21 Savage                                         | Rockstar Austin Post, Shayaa Abraham-Joseph, Louis Bell, Olufunmibi Awoshiley                                                                        | –                         |
| 20. November 2017 – 10. Dezember 2017 3 Wochen | 3                                        | Camila Cabello feat. Young Thug                                     | Havana Camila Cabello, Brittany Hazzard, Ali Tamposi, Brian Lee, Andrew Watt, Pharrell Williams, Jeffery Lamar Williams, Adam Feeney, Louis Bell     | –                         |
| 11. Dezember 2017 – 4. Februar 2018 8 Wochen | 8                                        | Ed Sheeran                                                          | Perfect Ed Sheeran | –                         |

## Alben
| ← 2016 ← | Liste der Nummer-eins-Hits in Australien | Liste der Nummer-eins-Hits in Australien            | Liste der Nummer-eins-Hits in Australien | 2018 →                    |
| \| Zeitraum \| Wo. ges. \| Interpret \| Titel \| Zusätzliche Informationen \| \| (Zeitraum, Wochen auf Platz eins, Interpret, Titel, zusätzliche Informationen) \| \| \| \| \| \| ------------------------------------------------------------------------------ \| -------- \| --------------------------------------------------- \| -------------------------------- \| ------------------------- \| \| 19. Dezember 2016 – 1. Januar 2017 2 Wochen \| 2 \| John Farnham & Olivia Newton-John \| Friends for Christmas \| – \| \| 2. Januar 2017 – 8. Januar 2017 1 Woche \| 1 \| Michael Bublé \| Christmas \| – \| \| 9. Januar 2017 – 22. Januar 2017 2 Wochen (insgesamt 3) \| 3 \| (Soundtrack) \| Trolls \| – \| \| 23. Januar 2017 – 29. Januar 2017 1 Woche \| 1 \| The xx \| I See You \| – \| \| 30. Januar 2017 – 5. Februar 2017 1 Woche \| 1 \| Kasey Chambers \| Dragonfly \| – \| \| 6. Februar 2017 – 12. Februar 2017 1 Woche (insgesamt 3) \| 3 \| (Soundtrack) \| Trolls \| – \| \| 13. Februar 2017 – 19. Februar 2017 1 Woche \| 1 \| Dune Rats \| The Kids Will Know It’s Bullshit \| – \| \| 20. Februar 2017 – 26. Februar 2017 1 Woche \| 1 \| (Soundtrack) \| Fifty Shades Darker \| – \| \| 27. Februar 2017 – 5. März 2017 1 Woche \| 1 \| Busby Marou \| Postcards from the Shell House \| – \| \| 6. März 2017 – 12. März 2017 1 Woche \| 1 \| The Waifs \| Ironbark \| – \| \| 13. März 2017 – 7. Mai 2017 8 Wochen (insgesamt 27) \| 27 \| Ed Sheeran \| ÷ \| – \| \| 8. Mai 2017 – 14. Mai 2017 1 Woche \| 1 \| Bliss n Eso \| Off the Grid \| – \| \| 15. Mai 2017 – 21. Mai 2017 1 Woche (insgesamt 27) \| 27 \| Ed Sheeran \| ÷ \| – \| \| 22. Mai 2017 – 28. Mai 2017 1 Woche \| 1 \| Harry Styles \| Harry Styles \| – \| \| 29. Mai 2017 – 25. Juni 2017 4 Wochen (insgesamt 27) \| 27 \| Ed Sheeran \| ÷ \| – \| \| 26. Juni 2017 – 2. Juli 2017 1 Woche \| 1 \| Lorde \| Melodrama \| – \| \| 3. Juli 2017 – 30. Juli 2017 4 Wochen (insgesamt 27) \| 27 \| Ed Sheeran \| ÷ \| – \| \| 31. Juli 2017 – 6. August 2017 1 Woche \| 1 \| Lana Del Rey \| Lust for Life \| – \| \| 7. August 2017 – 20. August 2017 2 Wochen (insgesamt 27) \| 27 \| Ed Sheeran \| ÷ \| – \| \| 21. August 2017 – 27. August 2017 1 Woche \| 1 \| Paul Kelly \| Life Is Fine \| – \| \| 28. August 2017 – 3. September 2017 1 Woche \| 1 \| Gang of Youths \| Go Farther in Lightness \| – \| \| 4. September 2017 – 10. September 2017 1 Woche \| 1 \| Queens of the Stone Age \| Villains \| – \| \| 11. September 2017 – 17. September 2017 1 Woche (insgesamt 27) \| 27 \| Ed Sheeran \| ÷ \| – \| \| 18. September 2017 – 24. September 2017 1 Woche \| 1 \| Anthony Callea mit dem Melbourne Symphony Orchestra \| ARIA Number 1 Hits in Symphony \| – \| \| 25. September 2017 – 1. Oktober 2017 1 Woche \| 1 \| Foo Fighters \| Concrete and Gold \| – \| \| 2. Oktober 2017 – 8. Oktober 2017 1 Woche \| 1 \| The Killers \| Wonderful Wonderful \| – \| \| 9. Oktober 2017 – 15. Oktober 2017 1 Woche \| 1 \| Shania Twain \| Now \| – \| \| 16. Oktober 2017 – 22. Oktober 2017 1 Woche \| 1 \| (Verschiedene Interpreten) \| Triple J: Like a Version Vol. 13 \| – \| \| 23. Oktober 2017 – 19. November 2017 4 Wochen (insgesamt 6) \| 6 \| Pink \| Beautiful Trauma \| – \| \| 20. November 2017 – 3. Dezember 2017 2 Wochen \| 2 \| Taylor Swift \| Reputation \| – \| \| 4. Dezember 2017 – 17. Dezember 2017 2 Wochen (insgesamt 6) \| 6 \| Pink \| Beautiful Trauma \| – \| \| 18. Dezember 2017 – 24. Dezember 2017 1 Woche (insgesamt 27) \| 27 \| Ed Sheeran \| ÷ \| – \| \| 25. Dezember 2017 – 31. Dezember 2017 1 Woche \| 1 \| Eminem \| Revival \| – \| |                                          |                                                     |                                          |                           |
| ← 2016 |                                          |                                                     |                                          | → 2018 →                  |
| Zeitraum | Wo. ges.                                 | Interpret                                           | Titel                                    | Zusätzliche Informationen |
| (Zeitraum, Wochen auf Platz eins, Interpret, Titel, zusätzliche Informationen) |                                          |                                                     |                                          |                           |
| 19. Dezember 2016 – 1. Januar 2017 2 Wochen | 2                                        | John Farnham & Olivia Newton-John                   | Friends for Christmas                    | –                         |
| 2. Januar 2017 – 8. Januar 2017 1 Woche | 1                                        | Michael Bublé                                       | Christmas                                | –                         |
| 9. Januar 2017 – 22. Januar 2017 2 Wochen (insgesamt 3) | 3                                        | (Soundtrack)                                        | Trolls                                   | –                         |
| 23. Januar 2017 – 29. Januar 2017 1 Woche | 1                                        | The xx                                              | I See You                                | –                         |
| 30. Januar 2017 – 5. Februar 2017 1 Woche | 1                                        | Kasey Chambers                                      | Dragonfly                                | –                         |
| 6. Februar 2017 – 12. Februar 2017 1 Woche (insgesamt 3) | 3                                        | (Soundtrack)                                        | Trolls                                   | –                         |
| 13. Februar 2017 – 19. Februar 2017 1 Woche | 1                                        | Dune Rats                                           | The Kids Will Know It’s Bullshit         | –                         |
| 20. Februar 2017 – 26. Februar 2017 1 Woche | 1                                        | (Soundtrack)                                        | Fifty Shades Darker                      | –                         |
| 27. Februar 2017 – 5. März 2017 1 Woche | 1                                        | Busby Marou                                         | Postcards from the Shell House           | –                         |
| 6. März 2017 – 12. März 2017 1 Woche | 1                                        | The Waifs                                           | Ironbark                                 | –                         |
| 13. März 2017 – 7. Mai 2017 8 Wochen (insgesamt 27) | 27                                       | Ed Sheeran                                          | ÷                                        | –                         |
| 8. Mai 2017 – 14. Mai 2017 1 Woche | 1                                        | Bliss n Eso                                         | Off the Grid                             | –                         |
| 15. Mai 2017 – 21. Mai 2017 1 Woche (insgesamt 27) | 27                                       | Ed Sheeran                                          | ÷                                        | –                         |
| 22. Mai 2017 – 28. Mai 2017 1 Woche | 1                                        | Harry Styles                                        | Harry Styles                             | –                         |
| 29. Mai 2017 – 25. Juni 2017 4 Wochen (insgesamt 27) | 27                                       | Ed Sheeran                                          | ÷                                        | –                         |
| 26. Juni 2017 – 2. Juli 2017 1 Woche | 1                                        | Lorde                                               | Melodrama                                | –                         |
| 3. Juli 2017 – 30. Juli 2017 4 Wochen (insgesamt 27) | 27                                       | Ed Sheeran                                          | ÷                                        | –                         |
| 31. Juli 2017 – 6. August 2017 1 Woche | 1                                        | Lana Del Rey                                        | Lust for Life                            | –                         |
| 7. August 2017 – 20. August 2017 2 Wochen (insgesamt 27) | 27                                       | Ed Sheeran                                          | ÷                                        | –                         |
| 21. August 2017 – 27. August 2017 1 Woche | 1                                        | Paul Kelly                                          | Life Is Fine                             | –                         |
| 28. August 2017 – 3. September 2017 1 Woche | 1                                        | Gang of Youths                                      | Go Farther in Lightness                  | –                         |
| 4. September 2017 – 10. September 2017 1 Woche | 1                                        | Queens of the Stone Age                             | Villains                                 | –                         |
| 11. September 2017 – 17. September 2017 1 Woche (insgesamt 27) | 27                                       | Ed Sheeran                                          | ÷                                        | –                         |
| 18. September 2017 – 24. September 2017 1 Woche | 1                                        | Anthony Callea mit dem Melbourne Symphony Orchestra | ARIA Number 1 Hits in Symphony           | –                         |
| 25. September 2017 – 1. Oktober 2017 1 Woche | 1                                        | Foo Fighters                                        | Concrete and Gold                        | –                         |
| 2. Oktober 2017 – 8. Oktober 2017 1 Woche | 1                                        | The Killers                                         | Wonderful Wonderful                      | –                         |
| 9. Oktober 2017 – 15. Oktober 2017 1 Woche | 1                                        | Shania Twain                                        | Now                                      | –                         |
| 16. Oktober 2017 – 22. Oktober 2017 1 Woche | 1                                        | (Verschiedene Interpreten)                          | Triple J: Like a Version Vol. 13         | –                         |
| 23. Oktober 2017 – 19. November 2017 4 Wochen (insgesamt 6) | 6                                        | Pink                                                | Beautiful Trauma                         | –                         |
| 20. November 2017 – 3. Dezember 2017 2 Wochen | 2                                        | Taylor Swift                                        | Reputation                               | –                         |
| 4. Dezember 2017 – 17. Dezember 2017 2 Wochen (insgesamt 6) | 6                                        | Pink                                                | Beautiful Trauma                         | –                         |
| 18. Dezember 2017 – 24. Dezember 2017 1 Woche (insgesamt 27) | 27                                       | Ed Sheeran                                          | ÷                                        | –                         |
| 25. Dezember 2017 – 31. Dezember 2017 1 Woche | 1                                        | Eminem                                              | Revival                                  | –                         |

## Jahreshitparaden
| ← 2016 ← | Liste der Nummer-eins-Hits in Australien | Liste der Nummer-eins-Hits in Australien                                                      | Liste der Nummer-eins-Hits in Australien | 2018 →   |
| \| Singles \| Position# \| Alben \| \| ------------------------------------------------------------------------------------------------------------------------------------------------ \| --------- \| --------------------------------------------------------------------------------------------- \| \| Shape of You Ed Sheeran , Steve Mac, Johnny McDaid, Kandi Burruss, Tameka Cottle, Kevin Briggs \| 1 \| ÷ Ed Sheeran \| \| Despacito (Remix) Luis Fonsi & Daddy Yankee feat. Justin Bieber Luis Rodríguez, Erika Ender, Ramón Ayala, Justin Bieber, Jason Boyd, Marty James \| 2 \| Beautiful Trauma Pink \| \| Castle on the Hill Ed Sheeran , Benjamin Levin \| 3 \| Reputation Taylor Swift \| \| Perfect Ed Sheeran \| 4 \| 25 Adele \| \| Something Just Like This The Chainsmokers & Coldplay Andrew Taggert, Guy Berryman, Jonny Buckland, Will Champion, Chris Martin \| 5 \| Moana: Original Motion Picture Soundtrack (Soundtrack) \| \| Thunder Imagine Dragons Dan Reynolds, Wayne Sermon, Ben McKee, Daniel Platzman, Alexander Grant, Jayson DeZuzio \| 6 \| Trolls: Original Motion Picture Soundtrack (Soundtrack) \| \| Galway Girl Ed Sheeran , Amy Wadge, Damian McKee, Eamon Murray, Johnny McDaid, Liam Bradley, Niamh Dunne, Sean Graham, Foy Vance \| 7 \| × Ed Sheeran \| \| Humble Kendrick Lamar Kendrick Duckworth, Michael Williams II \| 8 \| Christmas Michael Bublé \| \| Glorious Macklemore feat. Skylar Grey Ben Haggerty, Holly Hafermann, Josh Karp, Tyler Andrews, Tyler Dopps \| 9 \| Guardians of the Galaxy: Awesome Mix Vol. 1 (Original Motion Picture Soundtrack) (Soundtrack) \| \| There’s Nothing Holdin’ Me Back Shawn Mendes , Teddy Geiger, Geoff Warburton, Scott Harris \| 10 \| Damn Kendrick Lamar \| |                                          |                                                                                               |                                          |          |
| ← 2016 |                                          |                                                                                               |                                          | → 2018 → |
| Singles | Position#                                | Alben                                                                                         |                                          |          |
| Shape of You Ed Sheeran , Steve Mac, Johnny McDaid, Kandi Burruss, Tameka Cottle, Kevin Briggs | 1                                        | ÷ Ed Sheeran                                                                                  |                                          |          |
| Despacito (Remix) Luis Fonsi & Daddy Yankee feat. Justin Bieber Luis Rodríguez, Erika Ender, Ramón Ayala, Justin Bieber, Jason Boyd, Marty James | 2                                        | Beautiful Trauma Pink                                                                         |                                          |          |
| Castle on the Hill Ed Sheeran , Benjamin Levin | 3                                        | Reputation Taylor Swift                                                                       |                                          |          |
| Perfect Ed Sheeran | 4                                        | 25 Adele                                                                                      |                                          |          |
| Something Just Like This The Chainsmokers & Coldplay Andrew Taggert, Guy Berryman, Jonny Buckland, Will Champion, Chris Martin | 5                                        | Moana: Original Motion Picture Soundtrack (Soundtrack)                                        |                                          |          |
| Thunder Imagine Dragons Dan Reynolds, Wayne Sermon, Ben McKee, Daniel Platzman, Alexander Grant, Jayson DeZuzio | 6                                        | Trolls: Original Motion Picture Soundtrack (Soundtrack)                                       |                                          |          |
| Galway Girl Ed Sheeran , Amy Wadge, Damian McKee, Eamon Murray, Johnny McDaid, Liam Bradley, Niamh Dunne, Sean Graham, Foy Vance | 7                                        | × Ed Sheeran                                                                                  |                                          |          |
| Humble Kendrick Lamar Kendrick Duckworth, Michael Williams II | 8                                        | Christmas Michael Bublé                                                                       |                                          |          |
| Glorious Macklemore feat. Skylar Grey Ben Haggerty, Holly Hafermann, Josh Karp, Tyler Andrews, Tyler Dopps | 9                                        | Guardians of the Galaxy: Awesome Mix Vol. 1 (Original Motion Picture Soundtrack) (Soundtrack) |                                          |          |
| There’s Nothing Holdin’ Me Back Shawn Mendes , Teddy Geiger, Geoff Warburton, Scott Harris | 10                                       | Damn Kendrick Lamar                                                                           |                                          |          |